# Take Me
 (juillet 2017).
Si vous disposez d'ouvrages ou d'articles de référence ou si vous connaissez des sites web de qualité traitant du thème abordé ici, merci de compléter l'article en donnant les références utiles à sa vérifiabilité et en les liant à la section « Notes et références ».
Take Me est un film de comédie américain réalisé par Pat Healy et écrit par Mike Makowsky, sorti en 2017.
Le film a eu sa première mondiale au Tribeca Film Festival le 25 avril 2017. Il a été produit par The Orchard.

## Synopsis
Son affaire de simulation d’enlèvements n’est pas des plus florissantes, alors quand une offre pour un week-end se présente, il est comblé… puis déchante très vite.

## Fiche technique
- Titre original : Take Me
- Réalisateur : Pat Healy
- Scénario : Mike Makowsky
- Musique : Heather McIntosh
- Montage : Brian Scofield
- Photographie : Nathan M. Miller
- Producteurs : Sev Ohanian et Mel Eslyn
- Société de production : Duplass Brothers Productions
- Langue originale : anglais
- Distribution :
  - États-Unis : The Orchard
  - Monde : Netflix
- Durée : 83 minutes
- Genre : Comédie
- Dates de sortie :
  - États-Unis : 5 mai 2017
  - Belgique, France, Québec, Suisse : 7 juillet 2017 sur Netflix

## Distribution
- Taylor Schilling (VF : Dominique Vallée) : Anna St. Blair
- Pat Healy (VF : Cyrille Monge) : Ray Moody
- Alycia Delmore (VF : Marie Zidi) : Natalie
- Jim O'Heir (VF : Xavier Béja) : Stuart

Version française
- Studio de doublage : BTI Studios
- Direction artistique : Véronique Borgias
- Adaptation : Corinne Hyafil